# Belfast (Pensilvania)
Belfast es un lugar designado por el censo del condado de Northampton, Pensilvania, Estados Unidos. Según el censo de 2020, tiene una población de 1279 habitantes.
En los Estados Unidos, un lugar designado por el censo (traducción literal de la frase en inglés census-designated place, CDP) es una concentración de población identificada por la Oficina del Censo exclusivamente para fines estadísticos.

## Geografía
Está ubicado en las coordenadas 40°46′56″N 75°16′27″O / 40.78222, -75.27417 (40.782132, -75.2743).

## Demografía
Según el censo de 2000, en ese momento los ingresos medios de los hogares eran de $43,784 y los ingresos medios de las familias eran de $56,894. Los hombres tenían ingresos medios por $37,000 frente a los $23,362 que percibían las mujeres. Los ingresos per cápita eran de $19,155. Alrededor del 6.6% de la población estaba por debajo del umbral de pobreza.
De acuerdo con la estimación 2017-2021 de la Oficina del Censo, los ingresos medios de los hogares son de $83,109 y los ingresos medios de las familias son de $84,703. No existen personas por debajo del umbral de pobreza viviendo en la zona.